# Varennes-Vauzelles
Varennes-Vauzelles és un municipi francès, situat al departament del Nièvre i a la regió de Borgonya - Franc Comtat. L'any 2007 tenia 9.439 habitants.

## Demografia

### Població
El 2007 la població de fet de Varennes-Vauzelles era de 9.439 persones. Hi havia 4.134 famílies, de les quals 1.233 eren unipersonals (406 homes vivint sols i 827 dones vivint soles), 1.470 parelles sense fills, 1.044 parelles amb fills i 387 famílies monoparentals amb fills.
La població ha evolucionat segons el següent gràfic:
Habitants censats

### Habitatges
El 2007 hi havia 4.440 habitatges, 4.178 eren l'habitatge principal de la família, 45 eren segones residències i 217 estaven desocupats. 3.183 eren cases i 1.146 eren apartaments. Dels 4.178 habitatges principals, 2.789 estaven ocupats pels seus propietaris, 1.301 estaven llogats i ocupats pels llogaters i 88 estaven cedits a títol gratuït; 90 tenien una cambra, 280 en tenien dues, 844 en tenien tres, 1.511 en tenien quatre i 1.453 en tenien cinc o més. 2.960 habitatges disposaven pel capbaix d'una plaça de pàrquing. A 2.021 habitatges hi havia un automòbil i a 1.614 n'hi havia dos o més.

### Piràmide de població
La piràmide de població per edats i sexe el 2009 era:
| Homes | Edats   | Dones |
| ----- | ------- | ----- |
| 4     | 95 o +  | 56    |
| 12    | 90 a 94 | 92    |
| 44    | 85 a 89 | 168   |
| 52    | 80 a 84 | 88    |
| 168   | 75 a 79 | 200   |
| 212   | 70 a 74 | 300   |
| 316   | 65 a 69 | 340   |
| 252   | 60 a 64 | 256   |
| 320   | 55 a 59 | 268   |
| 372   | 50 a 54 | 520   |
| 472   | 45 a 49 | 388   |
| 372   | 40 a 44 | 424   |
| 304   | 35 a 39 | 360   |
| 268   | 30 a 34 | 336   |
| 332   | 25 a 29 | 248   |
| 245   | 20 a 24 | 232   |
| 308   | 15 a 19 | 296   |
| 376   | 10 a 14 | 240   |
| 276   | 5 a 9   | 320   |
| 196   | 0 a 4   | 204   |

## Economia
El 2007 la població en edat de treballar era de 5.957 persones, 4.216 eren actives i 1.741 eren inactives. De les 4.216 persones actives 3.815 estaven ocupades (1.877 homes i 1.938 dones) i 401 estaven aturades (162 homes i 239 dones). De les 1.741 persones inactives 815 estaven jubilades, 531 estaven estudiant i 395 estaven classificades com a «altres inactius».

### Ingressos
El 2009 a Varennes-Vauzelles hi havia 4.239 unitats fiscals que integraven 9.357,5 persones, la mediana anual d'ingressos fiscals per persona era de 18.648 €.

### Activitats econòmiques
Dels 415 establiments que hi havia el 2007, 5 eren d'empreses alimentàries, 3 d'empreses de fabricació de material elèctric, 3 d'empreses de fabricació d'elements pel transport, 23 d'empreses de fabricació d'altres productes industrials, 54 d'empreses de construcció, 137 d'empreses de comerç i reparació d'automòbils, 20 d'empreses de transport, 31 d'empreses d'hostatgeria i restauració, 5 d'empreses d'informació i comunicació, 20 d'empreses financeres, 19 d'empreses immobiliàries, 46 d'empreses de serveis, 24 d'entitats de l'administració pública i 25 d'empreses classificades com a «altres activitats de serveis».
Dels 100 establiments de servei als particulars que hi havia el 2009, 1 era una gendarmeria, 2 oficines de correu, 5 oficines bancàries, 1 funerària, 16 tallers de reparació d'automòbils i de material agrícola, 2 tallers d'inspecció tècnica de vehicles, 1 establiment de lloguer de cotxes, 5 paletes, 10 guixaires pintors, 10 fusteries, 6 lampisteries, 6 electricistes, 7 empreses de construcció, 7 perruqueries, 1 veterinari, 11 restaurants, 4 agències immobiliàries, 2 tintoreries i 3 salons de bellesa.
Dels 46 establiments comercials que hi havia el 2009, 1 era, 2 supermercats, 4 grans superfícies de material de bricolatge, 1 una gran superfície de material de bricolatge, 5 fleques, 3 carnisseries, 3 llibreries, 2 botigues de roba, 1 una botiga de roba, 4 botigues d'electrodomèstics, 11 botigues de mobles, 1 una botiga de mobles, 3 botigues de material de revestiment de parets i terra i 5 floristeries.
L'any 2000 a Varennes-Vauzelles hi havia 25 explotacions agrícoles que ocupaven un total de 1.308 hectàrees.

## Equipaments sanitaris i escolars
El 2009 hi havia 1 hospital de tractaments de mitja durada (seguiment i rehabilitació), 1 un hospital de tractaments de llarga durada i 4 farmàcies.
El 2009 hi havia 4 escoles maternals i 3 escoles elementals. Varennes-Vauzelles disposava d'un col·legi d'educació secundària amb 555 alumnes.

## Poblacions més properes
El següent diagrama mostra les poblacions més properes.